# Glyphodes margaritaria
Glyphodes margaritaria là một loài bướm đêm trong họ Crambidae.